# Sergueï Nikitenko
Sergeï Nikitenko (Сергей Владимирович Никитенко en russe), né le 12 mars 1956 est un coureur cycliste soviétique.
Membre de l'équipe de l'URSS, vainqueur d'étapes dans de nombreuses courses amateurs sur route entre 1978 et 1982 et prenant part à plusieurs victoires collectives de son équipe, Sergeï Nikitenko est en 1982 champion du monde de poursuite par équipes. Il participe à la Course de la Paix 1979, où il remporte le classement par équipes avec l'équipe de l'Union soviétique.

## Palmarès sur route
- 1978
  - 1re, 3e et 6e étapes du Tour de Yougoslavie[3]
  - 2e du Tour de Yougoslavie
- 1979
  - Prologue, 4ea (contre-la-montre par équipes) 12e étape du Tour de Cuba[4]
  - Prologue (contre-la-montre par équipes) et 6eb étape du Tour des régions italiennes
  - 3e du Tour des Régions italiennes
- 1980
  - 6ea, 6eb (contre-la-montre par équipes) et 7e étapes du Tour de Grande-Bretagne[5]
- 1982
  - Prologue (contre-la-montre par équipes), 2e, 6e et 8e étapes du Tour de Basse-Saxe[6]
- 1983
  - 3e étape du Tour du Loir-et-Cher

## Palmarès sur piste
- 1982
  -  Champion du monde de poursuite par équipes amateurs (avec l'équipe de l'Union soviétique composée de Konstantin Khrabvzov, Valeri Movchan et Alexandre Krasnov)
  -  Champion d'Union soviétique de poursuite par équipes (avec l'équipe d'URSS 1 composée de Valeri Movchan, Konstantin Khrabvzov et Lesnikov)
- 1983
  - 2e de la poursuite par équipes aux VIIIe Spartakiade des peuples de l'URSS (avec l'équipe de la RSFS de Russie composée de Konstantin Khrabvzov, Marat Ganeïev et Petrov)